# سورة المنافقون

## المقدمة
سورة (المنافقون) سورة مدنيّة بإجماع ، آياتها (11 آية) نزلت بعد سورة (الحج) ، وقبل سورة (المجادلة) ، نزلت على رسول الله -صلى الله عليه وسلم- بالمدينة (ليلاً)، وأنها نزلت في غزوة (بني المصطلق)، وترتيبها في القرآن (63)، وترتيبها في النّزول (104) ، وكلماتها: مئة وثمانون كلمة، وحروفها: تسع مئة، وستة وسبعون حرفًا.

## سبب نزول السورة
ما روي عن زيد بن أرقم أنه قال: (كنا في غزاة فكسع رجل من المهاجرين رجلاً جهنياً حليفا للأنصار فقال الجهني: يا للأنصار، وقال المهاجري: يا للمهاجرين: فسمع ذلك رسول الله صلى الله عليه وسلم فقال: ما بال دعوى الجاهلية، قالوا: كسع رجل من المهاجرين رجلا من الأنصار فقال: «دعوها فإنها منتنة» (أي اتركوا دعوة الجاهلية: يا آل كذا) فسمع هذا الخبر عبد الله بن أبي فقال: أقد فعلوها أما والله لئن رجعنا إلى المدينة ليخرجن الأعز منها الأذل». وقال: لا تنفقوا على من عند رسول الله حتى ينفضوا من حوله، قال زيد بن أرقم: فسمعت ذلك فأخبرت به عمي فذكره للنبيء صلى الله عليه وسلم فدعاني فحدثته فأرسل رسول الله إلى عبد الله بن أبي وأصحابه فحلفوا ما قالوا، فكذبني رسول الله وصدقه فأصابني هم لم يصبني مثله فقال عمي: ما أردت إلا أن كذبك رسول الله، وفي رواية: إلى أن كذبك، فلما أصبحنا قرأ رسول الله سورة المنافقين وقال لي: «إن الله قد صدقك»
.

## زمن نزول السورة
والمحققون من العلماء على أن هذه السورة، نزلت في غزوة (بني المصطلق)، وكانت هذه الغزوة في السنة (الخامسة) من الهجرة.

## تسميتها
سميت ‌سورة (‌المنافقون) لافتتاحها بذلك، وتحدثها عن أوصاف المنافقين، ومواقفهم المعادية لرسول الله صلى الله عليه وسلم وللمؤمنين ، وفضحتهم، ووصفتهم بما هم أهله من صفات ذميمة، ومن طباع قبيحة، ومن مسالك سيئة … ويكاد حديثها يكون مقصوراً عليهم، وعلى أكاذيبهم ودسائسهم.

## ‌‌ما اشتملت عليه السورة
موضوع هذه السورة كسائر السور المدنية هو الحديث عن التشريعات والأحكام وما تمخض عنه مجتمع المدينة بعد الهجرة من بروز ظاهرة النفاق.
وابتدأت السورة بإيراد صفات المنافقين التي من أهمها الكذب في ادعاء الإيمان، وحلف الأيمان الفاجرة الكاذبة، وجبنهم وضعفهم وتآمرهم على النبي صلى الله عليه وسلم وعلى المؤمنين، وصدهم الناس عن دين الله.
ثم ذكرت موقفهم المخزي والمستعلي وهو ادعاؤهم العزة وزعمهم بأنهم بعد العودة من غزوة بني المصطلق سيخرجون الرسول صلى الله عليه وسلم والمؤمنين من المدينة.
وختمت السورة بحثّ المؤمنين على التضامن والطاعة وعبادة الله، وإنفاق الأموال في سبيل الله لمواجهة الأعداء في الداخل والخارج، قبل انقضاء الأجل أو فوات الأوان، فإن الأجل لا يتأخر لحظة.

## صلتها بما قبلها
جاءَت هذه السورة بعد سورة الجمعة التي ذكر فيها المؤمنون؛ لأَنها تحكي أَحوال المنافقين الذين هم أَعداء المؤمنين، أخرج الطَّبَرَانِيّ فِي الْأَوْسَط بِسَنَد حسن عَن أبي هُرَيْرَة قَالَ: (‌كَانَ ‌رَسُول ‌الله صلى الله عليه وسلم ‌يقْرَأ ‌فِي ‌صَلَاة ‌الْجُمُعَة فيحرض بهَا الْمُؤمنِينَ وَفِي الثَّانِيَة سُورَة الْمُنَافِقين فيقرع بهَا الْمُنَافِقين).
وقال أَبو حيان: ومناسبة هذه السورة لما قبلها: (أنه لما كان ‌سبب ‌الانفضاض عن سماع الخطبة ربما كان حاصلا عن المنافقين، واتبعهم ناس كثير من المؤمنين في ذلك، وذلك لسرورهم بالعير التي قدمت بالميرة، إذ كان وقت مجاعة، جاء ذكر المنافقين وما هم عليه من كراهة أهل الإيمان، وأتبعه بقبائح أفعالهم وقولهم).
فضل السورة:

## ومن فضائلها
1. أنها من سور المفصل الذي أوتيه النبي - صلى الله عليه وسلم - نافلة ففضل به على سائر الأنبياء؛ عن واثلة بن الأسقع قال: قال رسول الله - صلى الله عليه وسلم -: (أُعْطِيتُ مَكَانَ التَّوْرَاةِ السَّبْعَ، وَمَكَانَ الزَّبُورِ الْمِئِينَ، وَمَكَانَ الْإِنْجِيلِ الْمَثَانِيَ، ‌وَفُضِّلْتُ ‌بِالْمُفَصَّلِ).
2. تسنُّ قراءتُها في الرَّكعةِ الثَّانيةِ مِن صَلاةِ الجُمُعةِ، ما أخرجه الطبراني في (الْأَوْسَط) بِسَنَد حسن عَن أبي هُرَيْرَة قَالَ: (‌كَانَ ‌رَسُول ‌الله صلى الله عليه وسلم ‌يقْرَأ ‌فِي ‌صَلَاة ‌الْجُمُعَة فيحرض بهَا الْمُؤمنِينَ وَفِي الثَّانِيَة سُورَة الْمُنَافِقين فيقرع بهَا الْمُنَافِقين).
3. وروي عن النبي -صلى الله عليه وسلم-: أنه قال: (من قرأ سورة المنافقين.. بريء من النفاق).

## مقاصد السورة
كمال التحذير مما يثلم الإيمان من الأعمال الباطنة والأحوال الظاهرة المنافية للإسلام.

## موضوعات السورة
1. وَصفُ المنافِقينَ وبَيانُ سَيِّئِ خِصالِهم؛ مِنَ الكَذِبِ، والأيْمانِ الفاجِرةِ، والجُبْنِ.
2. النَّهيُ عن نِسيانِ ذِكرِ اللهِ تعالى، والغَفلةِ عنه.
3. حَثُّ المؤمِنينَ على الطَّاعةِ وإنفاقِ المالِ قبْلَ انقِضاءِ الأجَلِ.

## معاني السورة
- ﴿ٱلۡمُنَافِقُونَ﴾: ‌جمع ‌منافق، وهو الذي يظهر الإيمان ويسر الكفر؛ اسم فاعل من نافق الرجل نفاقاً، والنفق: سرب في الأرض مشتق إلى موضع آخر، ومنه النافقاء، وهو جُحْرٌ يصنعه الحيوان المعروف باليربوع، ويخفيه ليهرب منه إذا طُلب من قبل القاصعاء الذي يظهره.
- ﴿أَيۡمَٰنَهُمۡ﴾: جَمْعُ (يَمِينٍ) ‌وَهُوَ ‌الْحَلِفُ ‌وَالْقَسَمُ.
- ﴿جُنّةٗ﴾: ستر ووقاية، يَعْنِي: يستترون بهَا.
- ﴿خُشُبٞ﴾: ‌جمع ‌خَشَبَة.
- ﴿مُّسَنَّدَةٞ﴾: ‌مُمَالَةٌ ‌إِلَى ‌جِدَارٍ، مِنْ قَوْلِهِمْ: أَسْنَدْتُ الشَّيْءَ، إِذَا أَمَلْتُهُ.
- ﴿يُؤۡفَكُونَ﴾: ‌يُصْرَفُونَ ‌عَنِ ‌الْحَقِّ ‌فِي ‌الدُّنْيَا.
- ﴿لَوَّوۡاْ﴾، أي: أمالوا؛ إعراضًا واستِكبارًا، وأصلُ (لوي): يدُلُّ على إمالةِ شَيءٍ.

## مشكل الإعراب
قَولُه تعالى: ﴿يَحۡسَبُونَ كُلَّ صَيۡحَةٍ عَلَيۡهِمۡۚ هُمُ ٱلۡعَدُوُّ فَٱحۡذَرۡهُمۡۚ قَٰتَلَهُمُ ٱللَّهُۖ أَنَّىٰ يُؤۡفَكُونَ﴾.
﴿عَلَيۡهِمۡ﴾ شِبهُ جُملةٍ جارٌّ ومَجرورٌ مُتعَلِّقٌ بمَحذوفٍ هو المفعولُ الثَّاني لـ ﴿يَحۡسَبُونَ﴾ أي: واقِعةً وكائِنةً عليهم، والوَقفُ على ﴿عَلَيۡهِمۡ﴾ وَقفٌ تامٌّ. وقَولُه: ﴿هُمُ ٱلۡعَدُوُّ﴾ جُملةٌ مُستأنَفةٌ. وقَولُه: ﴿أَنَّىٰ يُؤۡفَكُونَ﴾: أَنَّى بمعنى «كيف» فهي اسمُ استِفهامٍ في مَحَلِّ نَصبٍ حالٌ، أو بمعنى «مِن أينَ»: فهي اسمُ استفهامٍ في مَحَلِّ نَصبٍ ظَرفُ مكانٍ، وعلى كلِّ تقديرٍ فهي مُتعَلِّقةٌ بـ ﴿يُؤۡفَكُونَ﴾، فلا يَعمَلُ فيها ما قبْلَها.

## الناسخ والمنسوخ فيها
قال أبو عبد الله محمد بن حزم: سورة المنافقين كلها محكم ليس فيها منسوخ، وفيها ناسخ، وهو قوله تعالى: ﴿سَوَاءٌ عَلَيْهِمْ أَسْتَغْفَرْتَ لَهُمْ أَمْ لَمْ تَسْتَغْفِرْ لَهُمْ لَنْ يَغْفِرَ اللَّهُ لَهُمْ ...﴾ الآية. فإنه لما نزلت آية براءة: ﴿إِنْ تَسْتَغْفِرْ لَهُمْ سَبْعِينَ مَرَّةً فَلَنْ يَغْفِرَ اللَّهُ لَهُمْ﴾. قال النبي صلى الله عليه وسلم: "قد رخص لي فيهم، فوالله لأستغفرن أكثر من سبعين مرة لعل الله أن يغفر لهم" فأنزل الله تعالى:﴿سَوَاءٌ عَلَيْهِمْ أَسْتَغْفَرْتَ لَهُمْ أَمْ لَمْ تَسْتَغْفِرْ لَهُمْ﴾ الآية نسخًا لقول النبي صلى الله عليه وسلم: "لأستغفرن لهم أكثر من سبعين".

## القراءات لبعض الكلمات الواردة في السورة
1. قرأ أبو عمرو والكسائي ﴿كَأَنَّهُمۡ خُشُبٞ مُّسَنَّدَةٞ﴾، ساكنة الشين. وقرأ الباقون "خُشُبٌ" بضم الشين. وذكر بعضهم لابن كثير "خُشُبٌ" خفيفة أيضاً، وليس يصح ذلك. والله أعلم.
2. قرأ نافع، وروح وزيد عن يعقوب، ﴿لَوَّوۡاْ رُءُوسَهُمۡ﴾، خفيفة الواو. وقرأ الباقون "لَوَّوۡاْ" مشددة الواو؛ وفي التشديد معنى التكثير، أي: لووها مرة بعد مرة، وفي التخفيف معنى التقليل.
3. قرأ أبو عمرو وحده ﴿فَأَصَّدَّقَ وَأَكُنْ﴾، بالواو وفتح النون؛ وقرأ الباقون "فَأَصَّدَّقَ وَأَكُنْ" بغير واو وجزم النون.
4. قرأ عاصم في رواية حماد ويحيى عن أبي بكر ﴿وَٱللَّهُ خَبِيرُۢ بِمَا تَعۡمَلُونَ،﴾ بالياء. وقرأ الباقون بالتاء؛ فمن قرأه بالياء، حمله على لفظ الغيبة التي قبله في قوله: ﴿وَلَن يُؤَخِّرَ ٱللَّهُ نَفۡسًا﴾، و «النفس» بمعنى الجماعة، فلذلك قال: "بما يعملون"، ومن قرأ بالتاء، جعلوه خطاباً شائعاً لكل الخلق.

## وصلات خارجية
- سورة المنافقون: تجويد-تفسير - موقع Altafsir.com